# Exopristoides
Exopristoides är ett släkte av steklar. Exopristoides ingår i familjen gallglanssteklar.
Kladogram enligt Catalogue of Life:
| Exopristoides | \| \| Exopristoides dentatus \| \| \| \| \| \| Exopristoides hypecoi \| \| \| \| |
|               | \| \| Exopristoides dentatus \| \| \| \| \| \| Exopristoides hypecoi \| \| \| \| |
|               | Exopristoides dentatus                                                           |
|               |                                                                                  |
|               | Exopristoides hypecoi                                                            |
|               |                                                                                  |